# Oecetis crena
Oecetis crena là một loài Trichoptera trong họ Leptoceridae. Chúng phân bố ở miền Australasia.